# Variable aléatoire
Cet article concerne les variables aléatoires dans leur généralité. Pour les variables aléatoires à valeurs réelles, voir variable aléatoire réelle. Pour les variables aléatoires multivariées ou vecteurs aléatoires, voir vecteur aléatoire.
 (septembre 2013).
Si vous disposez d'ouvrages ou d'articles de référence ou si vous connaissez des sites web de qualité traitant du thème abordé ici, merci de compléter l'article en donnant les références utiles à sa vérifiabilité et en les liant à la section « Notes et références ».

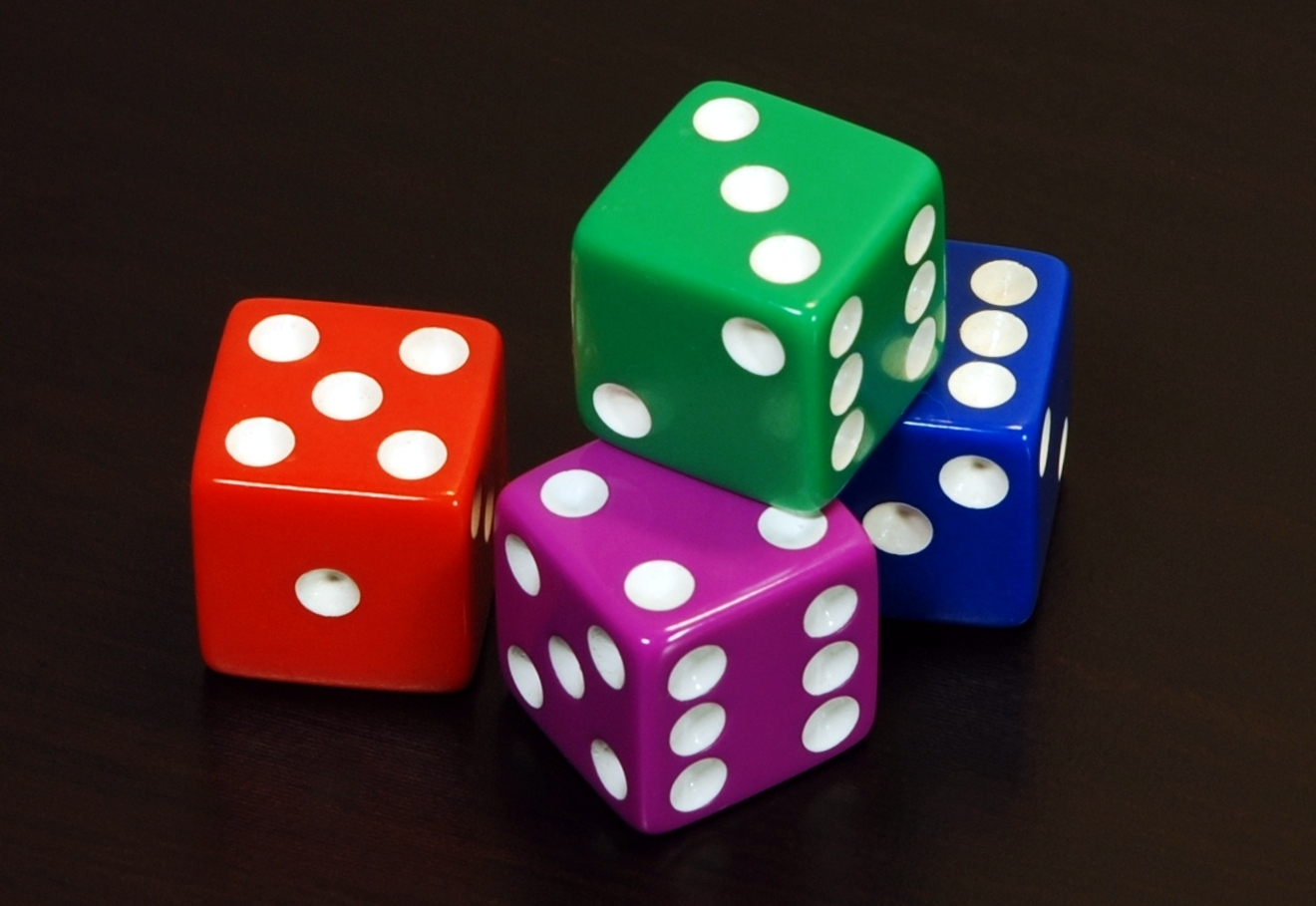
La valeur d’un dé après un lancer est une variable aléatoire comprise entre 1 et 6.

En théorie des probabilités, une variable aléatoire est une formalisation mathématique d'une quantité aléatoire, c'est-à-dire qui dépend du hasard (définition exacte). En voici des exemples : la valeur d’un dé entre 1 et 6 ; le côté de la pièce dans un pile ou face ; le nombre de voitures en attente dans la 2e file d’un télépéage autoroutier ; le jour de semaine de naissance de la prochaine personne que vous rencontrez ; le temps d’attente dans la queue du cinéma ; le poids de la part de tomme que le fromager coupe quand vous lui en demandez un quart ; etc.
Le terme « variable aléatoire » est trompeur car mathématiquement une variable aléatoire n'est ni une variable ni un objet aléatoire. Formellement, une variable aléatoire est une application (i.e. une fonction) définie sur l’ensemble des éventualités, c’est-à-dire l’ensemble des résultats possibles d’une expérience aléatoire. Elle associe une valeur à chaque éventualité.
Ce furent les jeux de hasard qui amenèrent à concevoir les variables aléatoires, en associant un gain à une éventualité (résultat du lancer d’un ou plusieurs dés, d’un tirage à pile ou face, d’une roulette, etc.). Cette association éventualité-gain a donné lieu par la suite à la conception d’une fonction de portée plus générale. Le développement des variables aléatoires est associé à la théorie de la mesure.

## Introduction
Les valeurs possibles d'une variable aléatoire pourraient représenter les résultats possibles d'une expérience, dont la valeur déjà existante est incertaine. Ils peuvent aussi représenter conceptuellement soit les résultats d'un processus aléatoire « objectif » (comme lancer un dé) ou le caractère aléatoire « subjectif » qui résulte de la connaissance incomplète d'une quantité (comme la température qu'il fera dans 5 jours). La signification des probabilités attribuées aux valeurs possibles d'une variable aléatoire ne fait pas partie de la théorie des probabilités, mais est plutôt liée à des arguments philosophiques sur l'interprétation de la probabilité. Les mathématiques fonctionnent de la même manière quelle que soit l'interprétation.
La fonction mathématique décrivant les valeurs possibles d'une variable aléatoire et leur probabilité est connue sous le nom de loi de probabilité ou de distribution de probabilité. Les variables aléatoires peuvent être de trois natures : discrètes, continues ou un mélange des deux. Elles sont discrètes quand elles peuvent prendre toutes les valeurs d'une liste finie ou dénombrable de valeurs spécifiées, et elles sont alors dotées d'une fonction de masse, caractéristique d'une distribution de probabilités. Elles sont continues quand elles peuvent prendre une valeur numérique quelconque d'un intervalle ou d'une famille d'intervalles, par l'intermédiaire d'une fonction de densité de probabilité caractéristique de la distribution de probabilités. Les réalisations d'une variable aléatoire, c'est-à-dire, les résultats des valeurs choisies au hasard en fonction de la loi de probabilité de la variable, sont appelées des variations aléatoires.

## Définitions
Une variable aléatoire {\displaystyle X} est une fonction {\displaystyle X:\Omega \rightarrow E}, c'est-à-dire une fonction qui à toute éventualité {\displaystyle \omega } dans l'univers {\displaystyle \Omega } des éventualités associe une valeur {\displaystyle x} dans un ensemble {\displaystyle E}.

On impose à une variable aléatoire de vérifier une condition plus subtile, qui repose sur la théorie de la mesure. Plus précisément, on considère un espace probabilisé {\displaystyle (\Omega ,{\mathcal {F}},\mathbb {P} )} où {\displaystyle \Omega } est l'univers, où {\displaystyle {\mathcal {F}}} est une collection d'événements qui forme une tribu sur {\displaystyle \Omega } et où {\displaystyle \mathbb {P} } est une mesure de probabilité. Les valeurs de {\displaystyle X} sont supposées prises dans un espace mesurable {\displaystyle (E,{\mathcal {E}})}, où {\displaystyle E} est un ensemble et {\displaystyle {\mathcal {E}}} une tribu sur {\displaystyle E}.
Définition — Soit {\displaystyle (\Omega ,{\mathcal {F}},\mathbb {P} )} un espace probabilisé et {\displaystyle (E,{\mathcal {E}})} un espace mesurable. On appelle variable aléatoire de Ω vers E, toute fonction mesurable X de Ω vers E.
Pour tout sous-ensemble B de la tribu {\displaystyle {\mathcal {E}}}, l'image réciproque  {\displaystyle X^{-1}(B)} par X de B est l'ensemble  {\displaystyle \left\{\omega \in \Omega :X(\omega )\in B\right\}}, c'est-à-dire l'ensemble des éventualités {\displaystyle \omega } où la valeur prise {\displaystyle X(\omega )} est dans B. La condition de mesurabilité de la fonction X assure que l'image réciproque {\displaystyle X^{-1}(B)} possède une probabilité. Ainsi, elle permet de définir une mesure de probabilité {\displaystyle \mathbb {P} _{X}} sur {\displaystyle (E,{\mathcal {E}})} définie par : 
{\displaystyle \mathbb {P} _{X}(B)=\mathbb {P} \left(X^{-1}(B)\right)}
La mesure {\displaystyle \mathbb {P} _{X}} est l'image, par l'application X, de la probabilité {\displaystyle \mathbb {P} }  définie sur {\displaystyle (\Omega ,{\mathcal {F}})}. La quantité {\displaystyle \mathbb {P} _{X}(B)} est notée plus simplement {\displaystyle \mathbb {P} \left(X\in B\right)}.
Définition —  La probabilité {\displaystyle \mathbb {P} _{X}} est appelée loi de probabilité de la variable aléatoire X.
Dans la suite, {\displaystyle {\mathcal {B}}(E)} désigne la tribu borélienne de l'espace topologique E.

### Cas standard
Lorsque l'image est finie ou infini dénombrable, cette variable aléatoire est alors appelée une variable aléatoire discrète, et sa distribution peut être décrite par une fonction de masse de probabilité qui assigne une probabilité de chaque valeur à l'image de X. Si l'image est indénombrablement infinie, alors on appellera X une variable aléatoire continue. Dans le cas où sa continuité est absolue, sa distribution peut être décrite par une fonction de densité de probabilité, qui affecte des probabilités aux intervalles; en particulier, chaque point individuel doit nécessairement avoir une probabilité nulle pour une variable aléatoire absolument continue. Toutes les variables aléatoires continues ne sont pas absolument continues, par exemple une distribution de mélange. De telles variables aléatoires ne peuvent pas être décrites par une densité de probabilité ou une fonction de masse de probabilité.
Toute variable aléatoire peut être décrite par sa fonction de répartition cumulative, qui donne la probabilité que la variable aléatoire soit inférieure ou égale à une certaine valeur.

### Extensions
Le terme « variable aléatoire » en statistiques est traditionnellement limité au cas de la valeur réelle ({\displaystyle E=\mathbb {R} }). Ceci assure qu'il est possible de définir des quantités telles que la valeur attendue et la variance d'une variable aléatoire, sa fonction de répartition cumulative, et les moments de la distribution.
Toutefois, la définition ci-dessus est valable pour n'importe quel espace mesurable E de valeurs. Ainsi, on peut tenir compte des éléments aléatoires d'autres ensembles, comme valeurs booléennes aléatoires, les variables catégorielles, les nombres complexes, des vecteurs, des matrices, des séquences, des arbres, des ensembles, des formes, et des fonctions. On peut alors se référer spécifiquement à une variable aléatoire de type E, ou d'une variable aléatoire évaluée E.
Ce concept plus général d'un élément aléatoire est particulièrement utile dans des disciplines telles que la théorie des graphes, l'apprentissage machine, le traitement du langage naturel, et d'autres domaines en mathématiques discrètes et informatique, où l'on est souvent intéressé à la modélisation de la variation aléatoire de données structurelles non-numérique. Dans certains cas, il est cependant meilleur de représenter chaque élément E en utilisant un ou plusieurs nombres réels. Dans ce cas, un élément aléatoire peut éventuellement être représenté sous la forme d'un vecteur de variables aléatoires à valeurs réelles (toutes définies sur le même espace de probabilité Ω sous-jacent, ce qui permet aux différentes variables aléatoires de covarier). Par exemple:
- Un mot aléatoire peut être représenté comme un nombre aléatoire qui sert d'index dans le vocabulaire des mots possibles. Dit autrement, il peut être représenté comme un vecteur aléatoire d'indicateur dont la longueur est égale à la taille du vocabulaire, où les seules valeurs de probabilité positive sont (1 0 0 0, ...), (0 1 0 0, ...), (0 0 1 0 ...) et la position du 1 indique la parole.
- Une phrase aléatoire de longueur N donnée peut être représentée comme un vecteur de N mots aléatoires.
- Un graphe aléatoire sur les sommets N donnés peut être représenté comme une matrice de variables aléatoires N × N dont les valeurs spécifient la matrice d'adjacence du graphe aléatoire.
- Une fonction aléatoire F peut être représentée par un ensemble de variables aléatoires F(x), ce qui donne les valeurs de la fonction aux différents points x dans le domaine de la fonction. F(x) sont des variables aléatoires à valeurs réelles ordinaires, à condition que la fonction soit à valeurs réelles. Par exemple, un processus stochastique est une fonction aléatoire de temps, un vecteur aléatoire est une fonction aléatoire de certains ensembles d'indices tels que 1,2,…,n, et un champ aléatoire est une fonction aléatoire sur un ensemble (généralement le temps, l'espace, ou un ensemble discret).

## Moments
La distribution de probabilité d'une variable aléatoire est souvent caractérisée par un nombre réduit de paramètres, qui ont également une interprétation pratique. Par exemple, il est souvent suffisant de savoir quelle est la valeur moyenne. Ceci est possible grâce au concept mathématique de la valeur attendue d'une variable aléatoire, noté {\displaystyle \mathbb {E} [X]} et aussi appelé le premier moment. En général, {\displaystyle \mathbb {E} [f(X)]} n'est pas égal à {\displaystyle f(\mathbb {E} [X])}. Une fois que la valeur moyenne est connue, on pourrait alors se demander à quelle distance de cette valeur moyenne sont en général les valeurs de E, question à laquelle répondent les notions de variance et d'écart-type d'une variable aléatoire. {\displaystyle \mathbb {E} [X]} peut être considérée comme une moyenne obtenue à partir d'une population infinie, dont les membres sont des évaluations particulières de E.
Mathématiquement, cela est connu sous le nom du problème des moments : pour une classe donnée de variables aléatoires E, trouver une collection {fi} de fonctions telles que l'attente des valeurs {\displaystyle \mathbb {E} [f_{i}(X)]} caractérise la répartition de la variable aléatoire E.
Les moments ne peuvent pas être définis pour des fonctions à valeurs réelles de variables aléatoires (ou de valeur complexe, etc.). Si la variable aléatoire est une valeur réelle, alors les moments de la variable elle-même peuvent être pris, ce qui est équivalent aux moments de la fonction f(X)=X de la variable aléatoire. Cependant, même pour des variables aléatoires aux valeurs non-réelles, des moments peuvent être pris aux fonctions réelles de ces variables. Par exemple, pour une variable aléatoire catégorielle E qui peut prendre des valeurs nominales « rouge », « bleu » ou « vert », la fonction de valeur réelle [X = vert] peut être construite; ce processus utilise le crochet de Iverson, et possède la valeur 1 si E a la valeur « verte », il possédera la valeur 0 dans un cas différent. Ainsi, la valeur attendue et d'autres moments de cette fonction peuvent être déterminés.

## Exemples

Une variable aléatoire est une fonction mesurable d'un espace inconnu (l'univers Ω) vers un espace d'état E, connu. À chaque élément mesurable B de E, on associe son image réciproque dans Ω. La mesure (loi de probabilité de X) sur E se déduit donc de la mesure sur Ω.

Une variable aléatoire  est souvent à valeurs réelles (gain d'un joueur dans un jeu de hasard, durée de vie) et on parle alors de variable aléatoire réelle : {\displaystyle X\colon \omega \mapsto X(\omega )\in \mathbb {R} }.
La variable aléatoire peut aussi associer à chaque éventualité un vecteur de {\displaystyle \mathbb {R} ^{n}} ou  {\displaystyle \mathbb {C} ^{n}}, et on parle alors de vecteur aléatoire :  
{\displaystyle X\colon \omega \mapsto X(\omega )\in \mathbb {R} ^{n}} ou {\displaystyle X\colon \omega \mapsto X(\omega )\in \mathbb {C} ^{n}}.
La variable aléatoire peut encore associer à chaque éventualité une valeur qualitative (couleurs, Pile ou Face), ou même une fonction (par exemple une fonction de {\displaystyle {\mathcal {C}}(\mathbb {R} _{+},\mathbb {R} ^{d})}), et on parlera alors de processus stochastique.
Plus rigoureusement : 
- Lorsque {\displaystyle (E,{\mathcal {E}}):=(\mathbb {R} ,{\mathcal {B}}(\mathbb {R} ))}, on dit que {\displaystyle X} est une variable aléatoire réelle.
- Lorsque, pour un entier d ≥ 1, {\displaystyle (E,{\mathcal {E}}):=(\mathbb {R} ^{d},{\mathcal {B}}(\mathbb {R} ^{d}))}, on dit que {\displaystyle X} est un vecteur aléatoire.
- Lorsqu'il existe un ensemble fini ou dénombrable S ⊂ E tel que {\displaystyle \mathbb {P} (X\in S)=1}, on dit que {\displaystyle X} est une variable discrète. Par exemple, le choix {\displaystyle (S,E):=(\mathbb {N} ,\mathbb {R} )} permet de voir les variables aléatoires suivant la loi de Poisson ou la loi binomiale comme des variables aléatoires réelles.
- Le mouvement brownien {\displaystyle B:=(B(t))_{t\geqslant 0}}, qui modélise la trajectoire de certaines particules dans l'espace, peut être vu comme une variable aléatoire B à valeurs dans l'espace {\displaystyle E:={\mathcal {C}}(\mathbb {R} _{+},\mathbb {R} ^{3})} des fonctions continues de {\displaystyle \mathbb {R} _{+}} dans {\displaystyle \mathbb {R} ^{3}} muni de la topologie de la convergence uniforme sur tout compact, et de la tribu borélienne correspondante. Pour chaque t ≥ 0, B(t), qui représente la position de la particule à l'instant t, est une variable aléatoire réelle dont la loi est gaussienne. Ainsi, B peut aussi être vu comme une famille de variables aléatoires réelles.